# National Hockey League 1974-1975
La stagione 1974-1975 è stata la 58ª edizione della National Hockey League. La stagione regolare iniziò il 9 ottobre 1974 e si concluse il 6 aprile 1975, mentre i playoff della Stanley Cup terminarono il 13 maggio 1975. I Montreal Canadiens ospitarono l'NHL All-Star Game presso il Forum de Montréal il 21 gennaio 1975. I Philadelphia Flyers sconfissero i Buffalo Sabres nella finale di Stanley Cup per 4-2, conquistando il secondo titolo consecutivo.
Con l'aggiunta di due nuove franchigie, i Washington Capitals e i Kansas City Scouts, la NHL arrivò a 18 squadre iscritte e rivoluzionò il meccanismo della stagione regolare portando il numero di partite da 78 a 80 e creando una serie di nuovi raggruppamenti non rispettando più criteri geografici. La East Division divenne la Prince of Wales Conference e al suo interno comprendeva le divisioni Adams e Norris. La West Division divenne invece la Clarence Campbell Conference con al suo interno le divisioni Patrick e Smythe. Furono modificati anche i playoff allargandosi da otto a dodici partecipanti con la creazione di un turno preliminare.
Per la prima volta al termine della stagione regolare ci furono tre squadre a pari punti, Montréal, Philadelphia e Buffal a quota 113, e per determinare chi avesse il fattore campo nei playoff furono considerate le vittorie dando così il primo posto ai Flyers grazie ai loro 51 successi. Bobby Orr vinse il titolo di capocannoniere per la seconda volta in carriera, unico difensore capace di ciò nella storia NHL. I Capitals stabilirono la peggiore stagione di tutti gli sport professionistici americani con il 13,1% di vittorie, 8 su 80 partite giocate.

## Squadre partecipanti
- Atlanta Flames
- Boston Bruins
- Buffalo Sabres
- California Golden Seals
- Chicago Blackhawks
- Detroit Red Wings
- Kansas City Scouts
- Los Angeles Kings
- Minnesota North Stars

- Montreal Canadiens
- New York Islanders
- New York Rangers
- Philadelphia Flyers
- Pittsburgh Penguins
- St. Louis Blues
- Toronto Maple Leafs
- Vancouver Canucks
- Washington Capitals

## Pre-season

### NHL Expansion Draft
L'Expansion Draft si tenne il 12 maggio 1974 presso gli uffici della National Hockey League di Montréal, in Québec. Il draft ebbe luogo per permettere di completare il roster delle due nuove franchigie iscritte in NHL a partire dalla stagione 1974-1975, i Kansas City Scouts e i Washington Capitals.

### NHL Amateur Draft
L'Amateur Draft si tenne fra il 28 ed il 30 maggio 1974 presso gli uffici della National Hockey League di Montréal, in Québec. I Washington Capitals nominarono come prima scelta assoluta il difensore canadese Greg Joly. Altri giocatori rilevanti all'esordio in NHL furono Wilf Paiement, Clark Gillies, Bryan Trottier e Mark Howe.

## Stagione regolare

### Classifiche
= Qualificata per i playoff,       = Vincitore del Prince of Wales Trophy,       = Vincitore del Clarence S. Campbell Bowl, ( ) = Posizione nei playoff

#### Prince of Wales Conference
Adams Division
|    |                          | PG | V  | S  | N  | GF  | GS  | PT  |
| -- | ------------------------ | -- | -- | -- | -- | --- | --- | --- |
| 1. | Buffalo Sabres (2)       | 80 | 49 | 16 | 15 | 354 | 240 | 113 |
| 2. | Boston Bruins (5)        | 80 | 40 | 26 | 14 | 345 | 245 | 94  |
| 3. | Toronto Maple Leafs (12) | 80 | 31 | 33 | 16 | 280 | 309 | 78  |
| 4. | California Golden Seals  | 80 | 19 | 48 | 13 | 212 | 316 | 51  |

Norris Division
|    |                         | PG | V  | S  | N  | GF  | GS  | PT  |
| -- | ----------------------- | -- | -- | -- | -- | --- | --- | --- |
| 1. | Montreal Canadiens (3)  | 80 | 47 | 14 | 19 | 293 | 181 | 113 |
| 2. | Los Angeles Kings (4)   | 80 | 42 | 17 | 21 | 269 | 185 | 105 |
| 3. | Pittsburgh Penguins (6) | 80 | 37 | 28 | 15 | 326 | 289 | 89  |
| 4. | Detroit Red Wings       | 80 | 23 | 45 | 12 | 259 | 335 | 58  |
| 5. | Washington Capitals     | 80 | 8  | 67 | 5  | 181 | 446 | 21  |

#### Clarence Campbell Conference
Patrick Division
|    |                         | PG | V  | S  | N  | GF  | GS  | PT  |
| -- | ----------------------- | -- | -- | -- | -- | --- | --- | --- |
| 1. | Philadelphia Flyers (1) | 80 | 51 | 18 | 11 | 293 | 181 | 113 |
| 2. | New York Rangers (7)    | 80 | 37 | 29 | 14 | 319 | 276 | 88  |
| 3. | New York Islanders (8)  | 80 | 33 | 25 | 22 | 264 | 221 | 88  |
| 4. | Atlanta Flames          | 80 | 34 | 31 | 15 | 243 | 233 | 83  |

Smythe Division
|    |                         | PG | V  | S  | N  | GF  | GS  | PT |
| -- | ----------------------- | -- | -- | -- | -- | --- | --- | -- |
| 1. | Vancouver Canucks (9)   | 80 | 38 | 32 | 10 | 271 | 254 | 86 |
| 2. | St. Louis Blues (10)    | 80 | 37 | 31 | 14 | 269 | 267 | 84 |
| 3. | Chicago Blackhawks (11) | 80 | 37 | 35 | 8  | 268 | 241 | 82 |
| 4. | Minnesota North Stars   | 80 | 23 | 50 | 7  | 221 | 341 | 53 |
| 5. | Kansas City Scouts      | 80 | 15 | 54 | 11 | 184 | 328 | 41 |

### Statistiche

#### Classifica marcatori
La seguente lista elenca i migliori marcatori al termine della stagione regolare.

| Giocatore         | Squadra             | PG | G  | A  | Pt  | +/- | MP  |
| ----------------- | ------------------- | -- | -- | -- | --- | --- | --- |
| Bobby Orr         | Boston Bruins       | 80 | 46 | 89 | 135 | +80 | 101 |
| Phil Esposito     | Boston Bruins       | 79 | 61 | 66 | 127 | +18 | 62  |
| Marcel Dionne     | Detroit Red Wings   | 80 | 47 | 74 | 121 | -15 | 14  |
| Guy Lafleur       | Montreal Canadiens  | 70 | 53 | 66 | 119 | +52 | 37  |
| Peter Mahovlich   | Montreal Canadiens  | 80 | 35 | 82 | 117 | +41 | 64  |
| Bobby Clarke      | Philadelphia Flyers | 80 | 27 | 89 | 116 | +79 | 125 |
| René Robert       | Buffalo Sabres      | 74 | 40 | 60 | 100 | +6  | 75  |
| Rod Gilbert       | New York Rangers    | 76 | 36 | 61 | 97  | +1  | 22  |
| Gilbert Perreault | Buffalo Sabres      | 68 | 39 | 57 | 96  | +1  | 36  |
| Rick Martin       | Buffalo Sabres      | 68 | 52 | 43 | 95  | +5  | 72  |

#### Classifica portieri
La seguente lista elenca i migliori portieri al termine della stagione regolare.

| Giocatore       | Squadra             | PG | Min  | V  | S  | P  | GS  | SO | MGS  |
| --------------- | ------------------- | -- | ---- | -- | -- | -- | --- | -- | ---- |
| Bernie Parent   | Philadelphia Flyers | 68 | 4041 | 44 | 14 | 10 | 137 | 12 | 2.03 |
| Rogatien Vachon | Los Angeles Kings   | 54 | 3239 | 27 | 14 | 13 | 121 | 6  | 2.24 |
| Gary Edwards    | Los Angeles Kings   | 27 | 1561 | 15 | 3  | 8  | 61  | 3  | 2.34 |
| Chico Resch     | New York Islanders  | 25 | 1432 | 12 | 7  | 5  | 59  | 3  | 2.47 |
| Roger Crozier   | Buffalo Sabres      | 23 | 1260 | 17 | 2  | 1  | 55  | 3  | 2.62 |
| Ken Dryden      | Montreal Canadiens  | 56 | 3320 | 30 | 9  | 16 | 149 | 4  | 2.69 |
| Tony Esposito   | Chicago Blackhawks  | 58 | 4219 | 34 | 30 | 7  | 193 | 6  | 2.74 |
| Billy Smith     | New York Islanders  | 58 | 3368 | 21 | 18 | 17 | 156 | 3  | 2.78 |
| Dan Bouchard    | Atlanta Flames      | 40 | 2400 | 20 | 15 | 5  | 111 | 3  | 2.78 |
| Phil Myre       | Atlanta Flames      | 40 | 2400 | 14 | 16 | 10 | 114 | 5  | 2.85 |

## Playoff

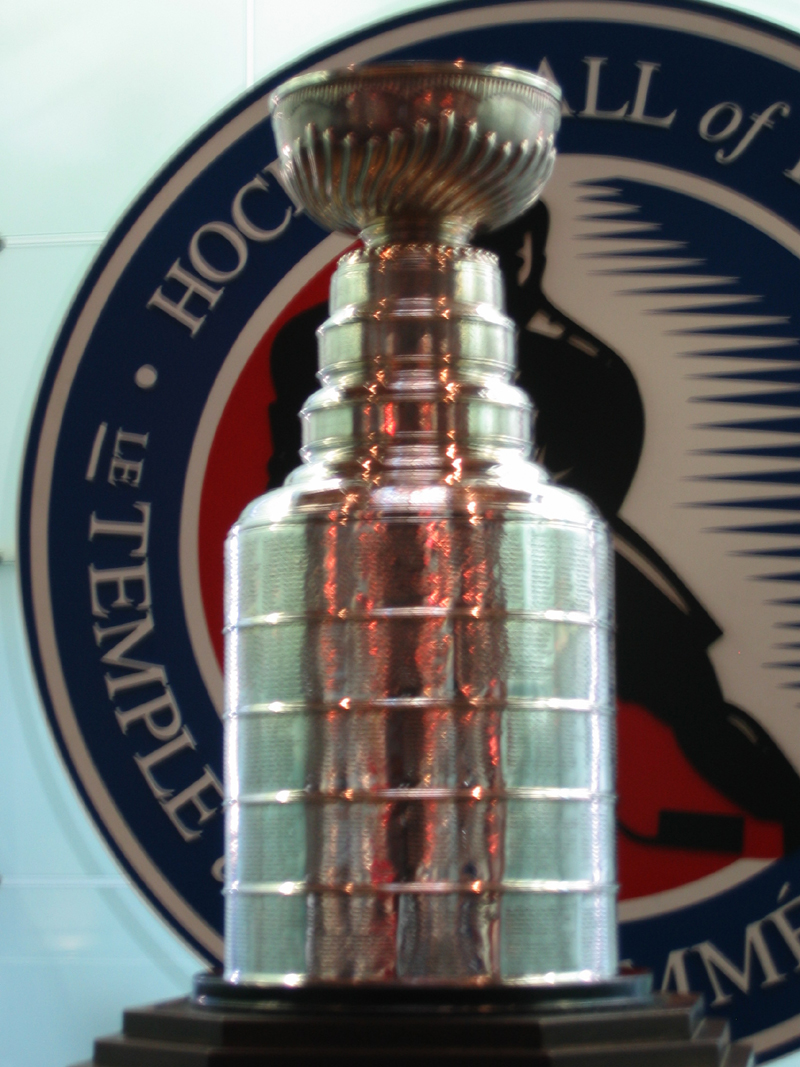
Il trofeo della Stanley Cup

Al termine della stagione regolare le migliori 12 squadre del campionato si sono qualificate per i playoff. I Philadelphia Flyers ottennero il miglior record della lega con 113 punti.

### Tabellone playoff
Nel turno preliminare le formazioni che non hanno vinto le rispettive division si affrontano al meglio delle tre gare per accedere ai quarti di finale. Le quattro formazioni qualificate affrontano nei quarti di finale le vincitrici delle division in una serie al meglio delle sette sfide seguendo il formato 2-2-1-1-1. Al termine del primo e del secondo turno gli accoppiamenti sono ristabiliti in base alla posizione ottenuta in stagione regolare, con la squadra migliore accoppiata con quella peggiore. Anche nei turni successivi si gioca al meglio delle sette sfide con il formato 2-2-1-1-1: la squadra migliore in stagione regolare avrebbe disputato in casa Gara-1 e 2, (se necessario anche Gara-5 e 7), mentre quella posizionata peggio avrebbe giocato nel proprio palazzetto Gara-3 e 4 (se necessario anche Gara-6).
|  | Turno preliminare | Turno preliminare   | Turno preliminare   |                     |                     | Quarti di finale    | Quarti di finale | Quarti di finale |  |   | Semifinali          | Semifinali | Semifinali |  |   | Finale Stanley Cup  | Finale Stanley Cup | Finale Stanley Cup |
|  |                   |                     |                     |                     |                     |                     |                  |                  |  |   |                     |            |            |  |   |                     |                    |                    |
|  |                   |                     |                     |                     |                     |                     |                  |                  |  |   |                     |            |            |  |   |                     |                    |                    |
|  |                   | 1                   | Philadelphia Flyers | 4                   |                     |                     |                  |                  |  |   |                     |            |            |  |   |                     |                    |                    |
|  |                   |                     |                     | 4                   |                     |                     |                  |                  |  |   |                     |            |            |  |   |                     |                    |                    |
|  |                   |                     | 12                  | Toronto Maple Leafs | 0                   |                     |                  |                  |  |   |                     |            |            |  |   |                     |                    |                    |
|  | 4                 | Los Angeles Kings   | 12                  | Toronto Maple Leafs | 0                   | 1                   |                  |                  |  |   |                     |            |            |  |   |                     |                    |                    |
|  | 4                 | Los Angeles Kings   |                     |                     |                     | 1                   |                  |                  |  |   |                     |            |            |  |   |                     |                    |                    |
|  | 12                | Toronto Maple Leafs | 2                   |                     |                     |                     |                  |                  |  |   |                     |            |            |  |   |                     |                    |                    |
|  | 12                | Toronto Maple Leafs | 2                   |                     |                     |                     |                  |                  |  | 1 | Philadelphia Flyers | 4          |            |  |   |                     |                    |                    |
|  |                   |                     |                     |                     |                     |                     |                  |                  |  | 1 | Philadelphia Flyers | 4          |            |  |   |                     |                    |                    |
|  |                   | 8                   | New York Islanders  | 3                   |                     |                     |                  |                  |  |   |                     |            |            |  |   |                     |                    |                    |
|  | 6                 | 8                   | New York Islanders  | 3                   | Pittsburgh Penguins | 2                   |                  |                  |  |   |                     |            |            |  |   |                     |                    |                    |
|  | 6                 |                     |                     |                     | Pittsburgh Penguins | 2                   |                  |                  |  |   |                     |            |            |  |   |                     |                    |                    |
|  | 10                | St. Louis Blues     | 0                   |                     |                     |                     |                  |                  |  |   |                     |            |            |  |   |                     |                    |                    |
|  | 10                | St. Louis Blues     | 0                   |                     | 6                   | Pittsburgh Penguins | 3                |                  |  |   |                     |            |            |  |   |                     |                    |                    |
|  |                   |                     |                     |                     | 6                   | Pittsburgh Penguins | 3                |                  |  |   |                     |            |            |  |   |                     |                    |                    |
|  |                   |                     | 8                   | New York Islanders  | 4                   |                     |                  |                  |  |   |                     |            |            |  |   |                     |                    |                    |
|  | 7                 | New York Rangers    | 8                   | New York Islanders  | 4                   | 1                   |                  |                  |  |   |                     |            |            |  |   |                     |                    |                    |
|  | 7                 | New York Rangers    |                     |                     |                     | 1                   |                  |                  |  |   |                     |            |            |  |   |                     |                    |                    |
|  | 8                 | New York Islanders  | 2                   |                     |                     |                     |                  |                  |  |   |                     |            |            |  |   |                     |                    |                    |
|  | 8                 | New York Islanders  | 2                   |                     |                     |                     |                  |                  |  |   |                     |            |            |  | 1 | Philadelphia Flyers | 4                  |                    |
|  |                   |                     |                     |                     |                     |                     |                  |                  |  |   |                     |            |            |  | 1 | Philadelphia Flyers | 4                  |                    |
|  |                   | 2                   | Buffalo Sabres      | 2                   |                     |                     |                  |                  |  |   |                     |            |            |  |   |                     |                    |                    |
|  |                   | 2                   | Buffalo Sabres      | 2                   |                     |                     |                  |                  |  |   |                     |            |            |  |   |                     |                    |                    |
|  |                   |                     |                     |                     |                     |                     |                  |                  |  |   |                     |            |            |  |   |                     |                    |                    |
|  |                   |                     |                     |                     |                     |                     |                  |                  |  |   |                     |            |            |  |   |                     |                    |                    |
|  |                   | 2                   | Buffalo Sabres      | 4                   |                     |                     |                  |                  |  |   |                     |            |            |  |   |                     |                    |                    |
|  |                   |                     |                     | 4                   |                     |                     |                  |                  |  |   |                     |            |            |  |   |                     |                    |                    |
|  |                   |                     | 11                  | Chicago Blackhawks  | 1                   |                     |                  |                  |  |   |                     |            |            |  |   |                     |                    |                    |
|  | 5                 | Boston Bruins       | 11                  | Chicago Blackhawks  | 1                   | 1                   |                  |                  |  |   |                     |            |            |  |   |                     |                    |                    |
|  | 5                 | Boston Bruins       |                     |                     |                     | 1                   |                  |                  |  |   |                     |            |            |  |   |                     |                    |                    |
|  | 11                | Chicago Blackhawks  | 2                   |                     |                     |                     |                  |                  |  |   |                     |            |            |  |   |                     |                    |                    |
|  | 11                | Chicago Blackhawks  | 2                   |                     |                     |                     |                  |                  |  | 2 | Buffalo Sabres      | 4          |            |  |   |                     |                    |                    |
|  |                   |                     |                     |                     |                     |                     |                  |                  |  | 2 | Buffalo Sabres      | 4          |            |  |   |                     |                    |                    |
|  |                   | 3                   | Montreal Canadiens  | 2                   |                     |                     |                  |                  |  |   |                     |            |            |  |   |                     |                    |                    |
|  |                   | 3                   | Montreal Canadiens  | 2                   |                     |                     |                  |                  |  |   |                     |            |            |  |   |                     |                    |                    |
|  |                   |                     |                     |                     |                     |                     |                  |                  |  |   |                     |            |            |  |   |                     |                    |                    |
|  |                   |                     |                     |                     |                     |                     |                  |                  |  |   |                     |            |            |  |   |                     |                    |                    |
|  |                   | 3                   | Montreal Canadiens  | 4                   |                     |                     |                  |                  |  |   |                     |            |            |  |   |                     |                    |                    |
|  |                   |                     |                     | 4                   |                     |                     |                  |                  |  |   |                     |            |            |  |   |                     |                    |                    |
|  |                   |                     | 9                   | Vancouver Canucks   | 1                   |                     |                  |                  |  |   |                     |            |            |  |   |                     |                    |                    |
|  |                   |                     | 9                   | Vancouver Canucks   | 1                   |                     |                  |                  |  |   |                     |            |            |  |   |                     |                    |                    |
|  |                   |                     |                     |                     |                     |                     |                  |                  |  |   |                     |            |            |  |   |                     |                    |                    |

### Stanley Cup
La finale della Stanley Cup 1975 è stata una serie al meglio delle sette gare che ha determinato il campione della National Hockey League per la stagione 1974-75. I Philadelphia Flyers hanno sconfitto i Buffalo Sabres in sei partite e si sono aggiudicati la seconda Stanley Cup consecutiva nella loro storia.

## Premi NHL
- Stanley Cup: Philadelphia Flyers
- Prince of Wales Trophy: Buffalo Sabres
- Clarence S. Campbell Bowl: Philadelphia Flyers
- Art Ross Trophy: Bobby Orr (Boston Bruins)
- Bill Masterton Memorial Trophy: Don Luce (Buffalo Sabres)
- Calder Memorial Trophy: Eric Vail (Atlanta Flames)
- Conn Smythe Trophy: Bernie Parent (Philadelphia Flyers)
- Hart Memorial Trophy: Bobby Clarke (Philadelphia Flyers)
- Jack Adams Award: Bob Pulford (Los Angeles Kings)
- James Norris Memorial Trophy: Bobby Orr (Boston Bruins)
- Lady Byng Memorial Trophy: Marcel Dionne (Detroit Red Wings)
- Lester B. Pearson Award: Bobby Orr (Boston Bruins)
- Lester Patrick Trophy: Donald M. Clark, Bill Chadwick, Tommy Ivan
- Vezina Trophy: Bernie Parent (Philadelphia Flyers)

### NHL All-Star Team
First All-Star Team
- Attaccanti: Rick Martin • Bobby Clarke • Guy Lafleur
- Difensori: Denis Potvin • Bobby Orr
- Portiere: Bernie Parent

Second All-Star Team
- Attaccanti: Steve Vickers • Phil Esposito • René Robert
- Difensori: Börje Salming • Guy Lapointe
- Portiere: Rogie Vachon